# Szudojnie
Szudojnie (lit. Šiudainys) − wieś na Litwie, w okręgu wileńskim, w rejonie solecznickim, w gminie Paszki, 2 km na południowy wschód od Paszek, zamieszkana przez 45 ludzi. 

## Historia
W czasach zaborów wieś włościańska i zaścianek w okręgu wiejskim Szudojnie, w gminie Dziewieniszki, w powiecie oszmiańskim, w guberni wileńskiej Imperium Rosyjskiego. W 1866 liczyła 115 mieszkańców w 10 domach, należała do dóbr skarbowych Trąby; zaścianek należał do dóbr Berdowszczyzna, własność Umiastowskich. W 1905 roku wieś, zaścianek i folwark liczyły 222 mieszkańców.
W latach 1921–1945 wieś leżała w Polsce, w województwie wileńskim, w powiecie oszmiańskim, w gminie Dziewieniszki.
W 1931 w 32 domach zamieszkiwało 176 osób.
Wierni należeli do parafii rzymskokatolickiej w Dziewieniszkach. Miejscowość podlegała pod Sąd Grodzki w Holszanach i Okręgowy w Wilnie; właściwy urząd pocztowy mieścił się w Dziewieniszkach.